# Laquon Treadwell
Laquon Malik Treadwell (Chicago, 14 giugno 1995) è un giocatore di football americano statunitense che milita nel ruolo di wide receiver per gli Indianapolis Colts della National Football League (NFL).

## Carriera universitaria
Tradwell al college giocò a football con gli Ole Miss Rebels dal 2013 al 2015. Nell'ultima stagione fece registrare 82 ricezioni per 1.153 yard e 11 touchdown, venendo inserito nel Third-team All-American.

## Carriera professionistica

### Minnesota Vikings
Tradwell fu scelto come 23º assoluto nel Draft NFL 2016 dai Minnesota Vikings. Malgrado l'alta scelta nel draft disputò quattro stagioni di scarso successo non ricevendo mai più di 302 yard e segnando complessivamente 2 touchdown.

### Atlanta Falcons
Il 22 marzo 2020 Treadwell fu scambiato con gli Atlanta Falcons.

### Jacksonville Jaguars
Il 18 giugno 2021 Treadwell firmò con i Jacksonville Jaguars.

### New England Patriots
Il 6 settembre 2022 Treadwell firmó con la squadra di allenamento dei New England Patriots. Fu svincolato il 4 ottobre 2022.

### Arizona Cardinals
Il 12 ottobre 2022 Treadwell firmó con la squadra di allenamento degli Arizona Cardinals. Fu svincolato il 26 ottobre 2022.

### Seattle Seahawks
Il 1 novembre 2022 Treadwell firmó con la squadra di allenamento dei Seattle Seahawks. Fu promosso nel roster attivo il 20 dicembre.

### Baltimore Ravens
Il 5 giugno 2023 Treadwell firmò con i Baltimore Ravens.

### Indianapolis Colts
Il 24 luglio 2024 Treadwell firmò con gli Indianapolis Colts.